# Timothy Lovejoy
Il reverendo Timothy "Tim" Lovejoy, Jr. è uno dei personaggi della serie animata I Simpson.
Il cognome assegnato al reverendo è il nome del quartiere dove è vissuto Matt Groening da piccolo. Nella versione italiana è doppiato da Tony Sansone (a partire dalla stagione 34).

## Il personaggio
Come si intuisce dal titolo "reverendo", è un ministro della Chiesa protestante denominata "Ramo Occidentale del Presbi-luteranesimo riformato" (The Western Branch of American Reform Presbylutheranism), e in particolare è il pastore della chiesa locale di Springfield. Come molti dei personaggi della serie animata che in Italia sono stati doppiati con accenti regionali, il reverendo Lovejoy ha un accento a metà fra siciliano e calabrese.
Giunto nella cittadina con tante speranze e progetti, oltreché munito di chitarra acustica, ha visto via via sfumare tutti i suoi sogni (e forse la sua stessa fede) a causa di un parrocchiano sui generis di nome Ned Flanders. Quest'ultimo, infatti, lo ha ossessionato nel corso degli anni con problemi inesistenti (come per esempio: "credo di desiderare la mia stessa moglie") e telefonate nel cuore della notte, sempre di stampo etico-religioso, rendendolo svogliato e disincantato verso l'attività pastorale e i problemi della sua comunità. Per questo Lovejoy prova spesso rancore e odio nei confronti di Ned.
Tuttavia sembra che il reverendo sia desolato anche per il fatto che non riesce ad avere una vita sessuale con sua moglie, arrivando anche, nella 18ª stagione, a scambiare il materasso con Homer. I sermoni interminabili del reverendo non sono particolarmente apprezzati dai fedeli di Springfield, soprattutto perché Lovejoy è ormai quasi incapace (sempre per colpa di Flanders) di infervorarsi e comunicare gioia o altre emozioni al proprio pubblico. L'unica cosa che lo appassioni davvero, o lo faccia sentire meglio, sembra essere giocare con i trenini elettrici.
Spesso il reverendo si rivela essere intollerante nei confronti delle altre religioni, arrivando a definire Lisa Simpson un'indemoniata per essersi convertita al buddhismo, mentre in una puntata si oppone con fermezza alla conversione di Homer e Bart al cattolicesimo. Ciononostante ha officiato il matrimonio di Apu e Manjula dopo aver consultato un sito web indù. Il reverendo ha una moglie pettegola, Helen Schwartzbaum, e una figlia, Jessica, che è stata la prima fidanzata di Bart Simpson. In alcune puntate il reverendo rimprovera la moglie perché s'immischia in affari che non la riguardano. La figlia appare invece solo in poche occasioni, ma nonostante ciò si può intuire che non sia affatto onesta, essendo giunta addirittura a rubare le offerte in chiesa.

## Accoglienza
Nel 2015 è stato indicato come 4° miglior sacerdote immaginario in una classifica del Guardian. Secondo Sebastian Moll, teologo dell'Università di Magonza, è forse il sacerdote più famoso del mondo.
Ha dato il nome ai Reverend Lovejoy, un gruppo rock norvegese fondato nel 1998.